# Martha Bowen
Pour les articles homonymes, voir Bowen.
Martha "Maggie" Bowen, née en 1980 à Jackson (Mississippi), est une nageuse américaine.

## Palmarès
- Championnats du monde
  - Fukuoka 2001
    -  Médaille d'or sur 200 mètres quatre nages
    -  Médaille d'argent sur 400 mètres quatre nages

- Championnats pan-pacifiques
  - Yokohama 2002
    -  Médaille d'argent sur 400 mètres quatre nages
    -  Médaille de bronze sur 200 mètres quatre nages

- Jeux panaméricains
  - Winnipeg 1999
    -  Médaille d'argent sur 200 mètres quatre nages
    -  Médaille d'argent sur 400 mètres quatre nages